# Wahlkreis Turin – Circoscrizione 3
Der Wahlkreis Turin – Circoscrizione 3 ist seit 2020 ein Wahlkreis (italienisch collegio elettorale) für die Wahl der Abgeordnetenkammer.

## Wahlkreisgebiet
| Wahlkreise – Camera dei deputati – Piemont | Wahlkreise – Camera dei deputati – Piemont  | Wahlkreise – Camera dei deputati – Piemont |
| Provinz                                    | Provinz                                     | Gemeinden nach Provinzen ⮞ Wahlkreis |
| ------------------------------------------ | ------------------------------------------- | --- |
|                                            | Metropolitanstadt Turin (312 Gemeinden)     | Teil Turins ⮞ Wahlkreis Turin – Circoscrizione 2 Teil Turins ⮞ Wahlkreis Turin – Circoscrizione 3 186 ⮞ Wahlkreis Chieri 22 ⮞ Wahlkreis Collegno 103 ⮞ Wahlkreis Moncalieri |
|                                            | Provinz Alessandria (187 Gemeinden)         | alle ⮞ Wahlkreis Alessandria |
|                                            | Provinz Asti (118 Gemeinden)                | alle ⮞ Wahlkreis Asti |
|                                            | Provinz Biella (74 Gemeinden)               | alle ⮞ Wahlkreis Vercelli |
|                                            | Provinz Cuneo (247 Gemeinden)               | 169 ⮞ Wahlkreis Cuneo 78 ⮞ Wahlkreis Asti |
|                                            | Provinz Novara (87 Gemeinden)               | 78 ⮞ Wahlkreis Novara 9 ⮞ Wahlkreis Vercelli |
|                                            | Provinz Verbano-Cusio-Ossola (74 Gemeinden) | alle ⮞ Wahlkreis Novara |
|                                            | Provinz Vercelli (82 Gemeinden)             | alle ⮞ Wahlkreis Vercelli |

Der Wahlkreis umfasst den Teil der Gemeinde Turin, der aus den folgenden Stadtbezirken (circoscrizioni) besteht: San Paolo – Cenisia – Pozzo Strada – CitTurin – Borgata Lesna (Circoscrizione 3); San Donato – Campidoglio – Parella (Circoscrizione 4); Borgo Vittoria – Madonna di Campagna – Lucento – Vallette (Circoscrizione 5); Barriera di Milano – Regio Parco – Barca – Bertolla – Falchera – Rebaudengo – Villaretto (Circoscrizione 6).

## Wahlergebnisse

### Parlamentswahl 2022
| Kandidaten                          | Kandidaten               | Stimmen | %    | Listen                                                  | Stimmen | %    |
| ----------------------------------- | ------------------------ | ------- | ---- | ------------------------------------------------------- | ------- | ---- |
|                                     | Augusta Montaruligewählt | 68.374  | 36,0 | Fratelli d’Italia                                       | 41.532  | 21,9 |
| Lega per Salvini Premier            | Augusta Montaruligewählt | 68.374  | 36,0 | 14.445                                                  | 7,6     |      |
| Forza Italia                        | Augusta Montaruligewählt | 68.374  | 36,0 | 10.984                                                  | 5,8     |      |
| Noi Moderati                        | Augusta Montaruligewählt | 68.374  | 36,0 | 1.413                                                   | 0,7     |      |
|                                     | Stefano Lepri            | 67.301  | 35,4 | Partito Democratico – Italia Democratica e Progressista | 46.069  | 24,2 |
| Alleanza Verdi e Sinistra           | Stefano Lepri            | 67.301  | 35,4 | 11.162                                                  | 5,9     |      |
| +Europa                             | Stefano Lepri            | 67.301  | 35,4 | 9.130                                                   | 4,8     |      |
| Impegno Civico – Centro Democratico | Stefano Lepri            | 67.301  | 35,4 | 940                                                     | 0,5     |      |
|                                     | Chiara Appendino         | 26.312  | 13,8 | Movimento 5 Stelle                                      | 26.312  | 13,8 |
|                                     | Maria Katja Agate        | 16.169  | 8,5  | Azione – Italia Viva                                    | 16.169  | 8,5  |
|                                     | Luca Giacomone           | 4.110   | 2,2  | Italexit per l’Italia                                   | 4.110   | 2,2  |
|                                     | Luigi Celebre            | 3.178   | 1,7  | Unione Popolare                                         | 3.178   | 1,7  |
|                                     | Daniela Talarico         | 3.078   | 1,6  | Italia Sovrana e Popolare                               | 3.078   | 1,6  |
|                                     | Federica Pattarino       | 1.528   | 0,8  | Vita                                                    | 1.528   | 0,8  |
| Gesamt                              | Gesamt                   | 190.050 | 100  |                                                         | 190.050 | 100  |
|                                     |                          |         |      |                                                         |         |      |
| Ungültige Stimmen                   | Ungültige Stimmen        | 7.025   | 3,6  |                                                         |         |      |
| Wähler                              | Wähler                   | 197.075 | 62,3 |                                                         |         |      |
| Wahlberechtigte                     | Wahlberechtigte          | 316.376 |      |                                                         |         |      |
|                                     |                          |         |      |                                                         |         |      |
| Quelle: Innenministerium            |                          |         |      |                                                         |         |      |